# 革命機Valvrave
《革命機Valvrave》（日语：革命機ヴァルヴレイヴ，简称：革命机、VVV）是日本日昇動畫於2013年製作的原創機械人動畫，作品最初於2012年12月發表製作，於2013年4月播放第1季，於同年10月播放第2季。

## 故事概要
真曆71年，總人口的70%均居住在宇宙，此時代的世界並存著兩大勢力——由軍事同盟發展而來的德爾西亞軍事盟約聯邦，與因貿易協定而擴大的環大西洋合眾國（ARUS）。故事主角時縞遙人所在的中立小國吉奥爾也遭到了德爾西亞軍的侵略。正當他和咲森学園的一眾同學，都認定只能默默等待敗亡之時，遙人與埋藏在地底的神秘人型兵器「Valvrave」相遇。一場影響世界的革命，亦隨著這部奪去年輕生命的機體開始醞釀……

## 登場機械

### Valvrave

#### 机体解说
由「機關」組織所開發的人型兵器。在中立國吉奧爾的「Module77」內進行開發工作，I號機藏於咲森學園的泳池的地下，而III號至VI號機則藏於更深的地下作保管。未認證啟動前的Valvrave是白色機殼，認證後機殼像是染色似地由白變黑。
系統第一次啟動時，駕駛艙內位於中央的屏幕會出現一問題，詢問駕駛員「是否捨棄人類之身？（ニンゲンヤメマスカ?）」
200年後，系統的啟動問題改為「是否相信人類？」，估計應是Module77奪還戰結束後改變。
在系統第一次啟動時只有1号机的中央屏幕會有一女性的圖像伴隨問題出現（即Pino），估計因為只有1號機是利用Pino作動力能源。
選擇「是」後，屏幕會顯示出一段的免責協議，但內容有一半是無視駕駛員的人權，內容如下：
- 登录註冊（機體型號）時（以下以本機自稱），若未完成操控機體的全部課程，則無法保證非合格者的人身安全。
- 登录本機的行為將被視為駕駛員的個人判斷。若發生預計之外的身體變化問題，機關對此不負任何責任。
- 本機的登录認證完成後，駕駛員無權拒絕機關發出的任何命令。
- 本機的操作數據，以及駕駛員的生體數據，須全部提交至機關。
- 原則上，完成登录認證的駕駛員的生死予奪權利將歸機關所有。

上述免責協議顯示後，駕駛員的生體數據會被解析，然後系統會進行合資格者（魔使，咲森學園的学生则是登機後被注射藥物成為魔使）的判別，如非合資格者（普通人類）則會被系統抹殺。
Valvrave的共通基本裝備：頭部機關炮（バリアブル・バルカン）、手部光束護盾炮（ハンド・レイ）、可摺式鐮刀（フォルド・シックル）。

#### 机体一览
Valvrave I

Valvrave I（VVVI）
Valvrave的1号機。正式名称为“火人（ヒト，HITO）”
紅色裝甲的機動兵器，各Valvrave的原型機。
在故事開始前5年、此機的機體框架尚未完成時，研究人員便已經連接駕駛艙與動力機關「原動機RAVE」展開測試，野火真理繪則作為測試駕駛員協助測試。在消除野火真理繪的登录認證後，機體便被收藏在咲森学園泳池之下。5年後，在艾魯艾魯弗等人的襲撃下，此機才被瀕死的技術員按下按鈕升上地面。连德爾西亞军事盟约连邦的軍方人士都指機體很充分表現設計者的個人風格和執著。
標準型機體，擁有太刀，鐮刀和劍盾各種近接戰武裝，同時亦有一把光束步槍。起動之後會開始積儲熱量，熱量指數達到100以前會作為一般作戰狀態；於100至665期間會進入閒置狀態；達至666之時會進入短暫的火人狀態，整體攻擊力將獲增強，並能透過切腹的方式從引擎中取得能量使用光束大劍攻擊，通稱「切腹大劍（ハラキリブレード）」。
Valvrave II（VVVII）

Valvrave II（VVVII）
Valvrave的2号機。正式名称为“鐡火（テッカ，TEKKA）”。
金、銀色裝甲的機動兵器，被收藏在咲森学園的最深處。
曾在起動實驗中暴走，結果四肢爆炸，只剩下身體，上臂和大腿骨架，在半壞的情況下被封印在校園最深處。經歷这次事故，其後各部Valvrave為確保安全而限制了機能。
在第13話凱恩以Prue的力量啟動和奪走2號機，並根據本機的資料製作出德爾西亞的Valvrave量產型。
Dáinsleif
被凱恩奪走並修復後改為白色系。四肢皆為四架人形機械構成。
第24話被自願讓遙人附身的艾爾艾魯弗駕駛一號機擊破。
Valvrave III

Valvrave III（VVVIII）
Valvrave的3号機。正式名称为火神鳴（ヒカミナリ，HIKAMINARI）。
黃色裝甲的機動兵器，被收藏在咲森学園的地底。
力量型機體，主武器是後背的兩隻巨大手臂和肩部炮，每隻巨臂可以射出硬質殘光攻擊敵人，亦能分裂成四個手臂，在背部的背包取出各種武裝作戰。
山田為了死去的摯友報仇，曾多次嘗試接近機體都被禁止，最終成功搭乘機體並成為駕駛員。為記念其摯友"阿信（ノブ）"，自行命名機體別稱為「信・閃電」（ノブ・ライトニング）。
第16話，左手手臂和左邊的巨大手臂、肩部炮被伊克斯艾伊所駕駛的KIRSCHBAUM的能源炮打掉，而一度過熱而停止運作。
第23話，機體被古菲亞所駕駛的KIRSCHBAUM所破壞，而機體大損後被四架無人型WAFFE摧毀。在外传《UnderTaker》最终回提及与5号机一起被修复。。
Valvrave IV

Valvrave IV（VVVIV）
Valvrave的4号機。正式名称为“火之輪（ヒノワ，HINOWA）”。
綠色裝甲的機動兵器，被收藏在咲森学園的地底。
高機動機體，擁有衝擊浮遊輪，可同時用作中程攻擊裝備和格鬥裝備，背後像腳的是推進器，能透過硬質殘光變成牆壁造成推力進行3次元的快速轉向。其强劲的性能在200年后仍然能轻松打败当时的机体。
出于好奇而搭乘上去的流木野咲成为其驾驶员，因厌恶机体本身的名称而将其称作「卡蜜拉」（カーミラ）。
Valvrave V

Valvrave V（VVVV）
Valvrave的5号機。正式名称为“火打羽（ヒウチバ，HIUCHIBA）”。
藍色裝甲的機動兵器，被收藏在咲森学園的地底。
防禦型機體，雙肩安裝有硬度比Valvrave裝甲還高的「IMP」活動裝甲盾裝備，武裝是裝在兩臂的光束兵器，可以進行廣域扇形射擊或集中射擊，射出去的光箭也帶有硬質殘光性質，還可以像榴彈一樣靠控制爆發時間進行延時攻擊。
其機體駕駛員犬塚久間最初只是炮擊手，其後危急之間為了阻止再有更多的人命傷亡的情況，立心進入機體成為駕駛員。
第16話，裝甲盾曾被德爾西亞軍的KIRSCHBAUM熔化表面。
第21話被德爾西亞軍的KIRSCHBAUM打成兩截，犬塚久間继續驾驶上半身与敌人同归于尽，最後機體發生爆炸。在外传《UnderTaker》最终回提及与3号机一起被修复。。
Valvrave VI

Valvrave VI（VVVVI）
Valvrave的6号機。正式名称为“火遊（ヒアソビ，HIASOBI）”。
紫色裝甲的機動兵器，被收藏在咲森学園的地底。
武器為紫色長杖，可以透過敲擊入侵敵機系統（回路没有发出绿色闪光则失败），侵蚀成功后同步入侵代码从而强制控制支配对象（控制有时间限制，根据对象时间有所差异）。
第12話，連坊小路晶為救指南照子，而成為其駕駛員。
第24話，為揭穿魔使與101人評論會的存在，駭進視訊衛星將總統傷口癒合的影像傳播至全世界。

陽炎（Kagerou）
外传《Under Taker》中登场的机体。以Valvrave II為藍圖的機體，名稱來自兩個火加起來是炎的陽炎。日语：为日文，指的是下蜃景的一种。
Valvrave VII
外传《Under Taker》中登场的机体。正式名稱為「火界咒」。
Valvrave II2
外传《Under Taker》中登场的机体。正式名稱為「火焰」。
Valvrave（未完成及調整機）
跟Valvrave II一樣，被收藏在咲森學園的最深處。數量為複數。

#### Valvrave的支援機
Impact Booster
第二季時貴生川巧開發的新裝備。通稱「使魔」。鳥（八咫烏）型的支援機，通常用作武器載體，可以與Valvrave的四肢合體，亦可以幫助強化武裝及機體散熱。

### 德爾西亞軍的兵器

#### 德爾西亞軍的機動兵器
瓦飞（WAFFE）
多尔西亚军的量产型机动兵器，可在宇宙和大气层中使用。分为有人型和无人型，一个驾驶员最多可操纵两台无人型WAFFE充当僚机。
IDEAL级机动歼灭机（IDEAL-CLASS MECHANIZED ANNIHILATOR）
德爾西亞軍的大型战略兵器。战斗能力强，全长超过100米仍拥有优秀的机动性。能通过更换装备来变更为各种形态。也存在指挥官和精英士兵使用的特装机（例如阿德莱伊的座机为黄色涂装，哈诺因的座机为绿色涂装，伊克斯艾伊的座机为蓝色涂装，古菲亚的座机为红色涂装）。配备有逃生舱。另有空间可搭乘武装人员进行登陆作战（类似米-24）。
电磁吸附回旋镖
第8话中出现的防爆用非杀伤性武器。
Piedra del sol
第12話中出现的能产生热源的装置，可以为无人型WAFFE的盾牌加热。
Piedra del Sol为西班牙语，指的是阿兹台克人用来记录历法的石盘。
钻头
第11話中用来攻陷Module 77的可操控武器，能释放毒气。
IDEAL[BLUME]级机动歼灭机
多尔西亚陆军引以为傲的移动据点兵器。通过强攻并强行降落在敌方阵地建立起桥头堡，从而实现了第三次闪电战的革新兵器。
KIRSCHBAUM（KIRSCHBAUM）
從Valvrave II中得到的數據進行分析，並以對抗Valvrave爲目的開發德爾西亞軍的新型兵器，但一段時間後必須更換能源包。
KIRSCHBAUM在德语中有“樱桃树”之意，也可指“樱花树”。
WURM OBEN（WURM OBEN）
外传《Under Taker》中登场。多尔西亚军的试作型灵长兵器。
WURM UNTEN（WURM UNTEN）
外传《Under Taker》中登场。多尔西亚军的试作型灵长兵器。
LIND WURM（LIND WURM）
外传《Under Taker》中登场。由WURM OBEN和LIND WURM两机变形合体而来的机体。

#### 德爾西亞軍的艦艇、飛機、車輛
Walkit级重型宇宙巡洋舰（Walkit-class Heavy Space Cruiser）
多尔西亚军的大型宇宙战将。全长718m。
两栖攻击舰（Amphibious assault ship）
多尔西亚军的中型宇宙战艦。
運輸艦
第2季登場。上下共有4隻翼，可運送大量人員及物資，軍用車輛亦可搭載。
幻影
第2季登場。在德爾西亞軍的記錄外、用途不明的潛艇，通稱「幻影」。其正體為「101人評議會」在人間搾取及保存符文的符文運輸艦。「幻影」亦存在宇宙型（宇宙型能展開光學迷彩）。同型艦有100艘以上。
航天飞机
第2季登场。被陈列在多尔西亚的博物馆中。19集中主角一行乘坐航天飞机离开地球。21集中学生们乘坐航天飞机逃离ARUS和多尔西亚的剿杀。
戰鬥直升機
德爾西亞軍使用的戰鬥攻擊直升機。駕駛艙下設有可旋轉的機槍，左右的安定翼可以掛載空對地火箭發射器及導彈。
機體顏色為綠色，駕駛艙罩是透明及以防彈物料製成。
戰鬥機
第2季登場。德爾西亞軍使用的戰鬥機。機體顏色為白色，前端為灰色。單座機，因此駕駛員為一人。
运输车
多尔西亚军的大型运输车辆。车身为绿色。
坦克
第2季登場。德爾西亞陸軍使用的戰車。車體顏色為白色。曾經在連坊小路晶潛入博物館偷取穿梭機時投入過攻撃。
装甲指挥车
第2季登场。车身为白色。无武器，指挥能力强化。
自行火箭炮
第2季登场。

### ARUS軍的兵器

#### ARUS軍的全領域型戰鬥機
SPLICER Z
環大西洋合眾國（ARUS）所製的全領域型戰鬥機（可於宇宙、空中及水中使用）。Z型為高機動型。
吉奧爾亦有配備此機。
SPLICER G
SPLICER的轟炸型，使用實彈。吉奧爾亦有配備此機。

## 用語

### 世界觀、歷史
真曆
本作中的紀年方式。第二次月球战争结束，宁静海协定签署，并且月球成为中立地带之后开始采用。基于戴森球技术的大发展，地球上超过7成的人口已经移民宇宙。
第三銀河帝國曆
本作中的紀年方式。故事開始的二百年後時使用的年號，最少存在了214年。
真曆71年即是第三銀河帝國曆元年。
戴森球
遙人等人居住的宇宙殖民地。模仿小型的戴森球，中央有一個漂浮的人工太陽，並在人工太陽周邊設置一些塊狀的生活空間。
新几内亚条约
第3話和第12話中提到的国际公约，在新几内亚纷争后缔结。内容涉及对俘虏的审讯和禁止使用毒气。
新几内亚纷争
真历69年发生的武装冲突，多尔西亚与ARUS均有参与。第23话中阿德莱伊提到新几内亚纷争中艾尔埃尔夫曾伪装成ARUS的伤员潜入ARUS的部队。第3話提到艾尔埃尔夫曾一人将ARUS的一支5000人的旅团打得寸步难行而被ARUS称为“单人旅团”。
紅色星期四
德爾西亞發生的军事政变慘劇，由德爾西亞現任總統阿瑪迪斯領軍推翻王室近千年的統治，建立總統制。
事件中亦涉及魔使的參與。

### 國家、組織
- 注：共同的世界观：

革命機Valvrave的世界观中地球势力分布示意图

1. 本作的阵营划分，基本以20世纪70年代末-80年代初的冷战时期的世界格局为蓝本。

德爾西亞军事盟约联邦（Dorssia Military Pact Federation DORSSIA）
以歐亞大陸為主體的軍事大國。領土大致包括前苏联地区，华沙条约加盟成员国，近，中东国家，北非的大多数国家，蒙古等。
原為君主制，因軍事政變「紅色星期四」而演變為總統制，王室成員大多遭流放或軟禁，亦有部份選擇放棄身份，但現時仍有擁護王室管治的王室派作為叛軍暗中反抗。
敬禮時習慣呼喊「Blitzen degen（ブリッツゥン・デーゲン）」。
第2話時吞併了吉奥尔。第20話中显示因为Valvrave的原因而变得政局不稳。
在將流木野咲公開處刑後與A.R.U.S結成聯軍，追捕逃離的咲森學園學生及清除神附體。在阿玛迪斯·K·多尔西亚的魔使身份曝光后王室派则趁机起事
环大西洋合众国 A.R.U.S（Atlantic Rim United States A.R.U.S）
民主國家，强调世界贸易。領土大致包括整个美洲，北约成员国，北非的部分国家，非洲西南部的部分国家等。
原本與德爾西亞處於對立狀態，但在流木野咲被公開處刑後與德爾西亞結成聯軍，追捕逃離的咲森學園學生及清除神附體。
吉奥尔（J.I.O.R）
不屬於上述两大势力的中立國家，暗地裏進行VVV計劃的開發。
遙人等人的祖国，領土包括的含日本在內的部分亞洲及大洋洲。
官方通用语言为日语和英语，官方通用货币单位为。
於第1話尾部被德爾西亞軍攻擊，第2話向德爾西亞軍無條件投降。
Module 77／新生吉奥尔
原屬於吉奥尔的一部份，咲森學園的所在地，是僞裝成學院的軍事基地。在吉奥尔投降後脫離宣布獨立。曾被时缟遥人称为“永无乡”（Neverland）。
在流木野咲被公開處刑後，阿瑪迪斯公開魔使（神附體）的秘密並與ARUS結為同盟，將Module 77的學生列為全世界的敵人並對他們展開屠殺，剩餘生存或受傷的學生皆逃離月球，作為國家的新生吉奧爾亦崩潰。
被後世稱為第三銀河帝國的發源地。
咲森学园
吉奥尔于Module 77设立的全寄宿制学园，校龄约3年，学生总数约3千人，课外社团活动非常活跃。
表面上是一間普通的學園，但實際上學生全部是從受精卵開始進行調整的改造人，均能駕駛VVV，而教職員工除了七海里音外全部都擁有軍方背景。
外壁有應付太空垃圾用的可動式屏障及迎撃炮塔群，其後在艾魯艾魯弗的指示下將用途轉為防禦德爾西亞軍的攻擊。
学园学生在第1話多尔西亚的入侵、第12話凯恩的毒气攻击、第21話ARUS军的围剿这三次事件中死去很多。
在第23話得知咲森學園校舍被第三銀河帝國保存下來並藏於帝國境內，最少保存了211年。是帝國起始之地，亦是詛咒與祝福之地。
卡爾斯坦機關
原本是收留战后孤儿并培训成优秀军人的军事训练设施。在红色星期四后，由凯恩（此时已被魔使控制）担任机关长并将训练变得残酷起来。成为德爾西亞軍培训特務的機密设施，目的是訓練出身體能力和戰鬥知識出眾的「完美軍人」。
訓練基地位於一個隱蔽的山谷中，表面上看是一般的集落。有着可疑者，通敌者，脱离者，目击者就地格杀的命令。
艾魯艾魯弗、阿德莱伊、哈诺因、伊克斯艾伊、古菲亚等人均曾是此機關的訓練生。
101人評議會
由魔使所組成的秘密組織。身上會有四葉模様的輪廓的紋章。
評議會的目的是隱藏魔使在世間的存在並默認魔使攝取符文。
評議會成立的原因是因為在古時因人類對渴望共存的魔使心存恐懼，而對他們使用暴力及火刑（類似獵巫時期）。因此在漫長的歲月後，魔使與世界權要做了交易，以「不讓人類恐懼而隱匿生活」為條件，捕食一定數量的人類（吸取符文）。
據凱恩所說，101人評議會並不是邪惡的地下組織，而是正義的組織。
在第24話被揭露後，所有魔使（不包括神附體）遭到世界各国的捕殺。
第三銀河帝國
作品中提及過的國家，故事開始時尚未出現，詳細不明。
從Module 77發展而來。
目前出現過最長的年數為214年，故確定第三銀河帝國已存在了214年。

### 與Valvrave相關
魔使
被稱為「世界裏側的存在」。外表與常人無異，但身體上會有四叶草模様的輪廓，類似紋章。此外，魔使的固有能力「魔使之力」是指一些特殊能力。
不老不死，強大的魔使更擁有接近魔法的力量，可以作出飛行和阻擋子彈等動作。
本是來自其他星球、沒有肉體只有意識的生命體，因為一次意外事故而在幾百年前來到地球。因沒法與其母星取得聯絡，又沒有返回的手段，最後只有轉移到地球的生物（已知的有人、狼、蝙蝠）內（類似奪舍）。透過不斷轉移肉體，把生命延續。被魔使控制的肉体会衰老但拥有强大的自愈能力。
VVV計画
神附體
以人工方法（操作遺傳因子）所製造出來的魔使，魔使的「仿製品」，身體上會有三菱模様的輪廓，類似紋章。咲森學園的學生一旦成為Valvrave的搭乘者就會自動成為神附體。
肉体不会衰老，擁有特殊能力，包括強大的自癒能力及劫控和符文之光（可以用来发射信号弹）。
目前已知的「神附體」包括野火真理繪、時縞遙人、流木野咲、犬塚久間、山田雷藏、連坊小路晶、連坊小路聪见及指南照子。
目前只有遙人会主動吸取符文並會失控袭击他人，其他神附體皆不能吸取符文。神附體这一名称是樱井爱娜根据日语：（咬人）的日语谐音（神附體）而取的。
劫控
咬下别人的皮肤将自己的意识转移至被咬者的身体上进行操控，控制被咬者的身体咬回自己身体一口就可将意识转移回来。神附体可以劫控他人的身体来操作Valvrave（此时若劫控者因過度使用符文以致丧失记忆，丧失的會是劫控者的记忆，而不是被劫控者），亦可劫控其他神附體。被劫控者不会有劫控期间的记忆。劫控者也没有被劫控者的记忆，但因为程序记忆的原因劫控者会拥有被劫控者的技能，且在见到被劫控者的重要物品时会产生感情波动。
符文
比原子還要細小的信息粒子，據貴生川巧的推測連DNA、記憶、血液等都由符文所構成。地球上擁有最多符文的生物為人類。贵生川巧通过对毬惠的遗体检测发现被吞噬符文后脑内的犬尿喹啉酸浓度和血液中的红血球数量会减少。
符文是Valvrave的動力來源，符文枯竭Valvrave就不能啟動，為了維持足夠動力，契約者必須定期在外界吸收符文。Valvrave I使用「切腹大劍」時所散發的能量的光，被凱恩稱為「符文之光」。Valvrave II、III及V號機在機體發生爆炸時亦散發符文之光。
魔使亦以符文為食物，換言之即是吃人。
符文消耗過度時會出現記憶消失的現象，一旦符文完全被消耗便會喪失所有記憶並死亡。無論是魔使還是神附體，只要符文耗盡皆會死亡。

### 其他
WIRED
本作中的社群網路服務，遙人等人都有使用。登錄時需要進行視網膜驗證作身份驗證用。
最初的騎士們
在建立第三銀河帝國時死去的英雄們。位於前方中間的位置是遙人的雕像，中間的則放置了犬塚久間、山田雷藏及野火真理繪的雕像。
雕像被置於第三銀河帝國中一個名為「記憶核心」的地方。
黃金七人
第三銀河帝國建國有功的七名存在，除了流木野之外的六名身份不明（因外传《Under Taker》末尾出现7架Valvrave，所以有可能是指已成古代兵器Valvrave的七名机师）。
第53生命体
动画末尾侵入第三银河帝国记忆核心的外星人。据小说版第3卷描述，他们是来自第二银河的晶体星人。

## 製作人員
- 原作、動畫製作：日昇動畫
- 監督：松尾衡
- 系列構成：大河內一樓
- 副系列構成：三木一馬、熊剛
- 角色原案：星野桂
- 角色設計：鈴木龍也
- 機械設計：石渡誠（Nitro+）、鷲尾直廣、寺岡賢司、宮本崇、柳瀨敬之、大河原邦男
- 機械動畫設計：鈴木卓也
- 機械協調：關西良治
- SF考證：三輪清宗
- 美術監督：甲斐政俊
- 美術監督補佐：久保田正宏
- CGI監督：篠田周二
- CG模型監修：小高忠男
- 色彩設計：池田瞳
- 色彩管理：甲斐啟子
- 音響監督：三間雅文
- 攝影監督：田中唯
- 剪接：武宮
- 音樂：千住明
- 音樂製作：Flying DOG
- 製作人：池谷浩臣、新宅洋平、前田俊博
- 宣傳製作人：本間久美子
- 總務製作人：河口佳高、中西豪、清水博之、丸山博雄
- 製作：日昇動畫、MBS、Valvrave製作委員會（King Records、Aniplex、萬代、南夢宮萬代、電通、Movic）

## 歌曲
第1季
片頭曲
「Preserved Roses」（第2話－第12話）
作詞：井上秋緒，作曲、編曲：淺倉大介，主唱：T.M.Revolution×水樹奈奈（Epic Records Japan）
第1話用作片尾曲。
片尾曲
（第2話－第6話）
作詞：atsuko，作曲：atsuko、KATSU，編曲：KATSU，主唱：angela（STARCHILD）
（第7話－第12話）
作詞、主唱：ELISA，作曲：，編曲：大久保薰（SME Records）
插曲
「咲森学園校歌」（第4話）
作詞：松尾衡，作曲、編曲：千住明
「Good luck for you」（第5話）
作詞：savage genius，作曲：manzo，編曲：菊地創，主唱：流木野咲（戶松遙）
「Can you save my heart？」（第6話）
作詞、作曲：俊龍，編曲：Sizuk，主唱：
「Mother land」（第8話）
作詞：唐澤美帆，作曲：尾澤拓實，編曲：河野陽吾，主唱：南里侑香
第2季
片頭曲
「革命Dualism」（第14話－第24話）
作詞：Hibiki，作曲：上松範康，編曲：岩橋星實，主唱：水樹奈奈×T.M.Revolution（King Records）
第13話作片尾曲。第22話同時用作插曲。
片尾曲
「REALISM」（第13話－第18話）
作詞、主唱：ELISA（SME Records），作曲：Mish-Mosh，編曲：大久保薰
（第19話－第23話）
作詞、作曲：俊龍，編曲：Sizuk，主唱：
插曲
（第16、24話）
作詞、主唱：ELISA ，作曲：，編曲：大久保薰（SME Records）
（第19話）
作詞：atsuko，作曲：atsuko、KATSU，編曲：KATSU，主唱：angela（STARCHILD）
「Mother land」（第21話）
作詞：唐澤美帆，作曲：尾澤拓實，編曲：河野陽吾，主唱：南里侑香

## 各話列表
| 話數   | 日文標題 | 中文標題               | 劇本       | 分鏡              | 演出            | 作畫監督                                                                        | 總作畫監督 |
| 第一季 | 第一季   | 第一季                 | 第一季     | 第一季            | 第一季          | 第一季                                                                          | 第一季     |
| ------ | -------- | ---------------------- | ---------- | ----------------- | --------------- | ------------------------------------------------------------------------------- | ---------- |
| 第1話  |          | 革命的轉校生           | 大河内一楼 | 松尾衡            | 松尾衡          | 鈴木卓也                                                                        | 鈴木龍也   |
| 第2話  |          | 超越666                | 大河内一楼 | 松尾衡            | 神保昌登        | 森下博光                                                                        | 鈴木龍也   |
| 第3話  |          | 艾魯艾魯弗的預言       | 大河内一楼 | 松尾衡            | 三宅和男        | 門智昭（角色） 崎山知明（機械）                                                 | 鈴木龍也   |
| 第4話  |          | 人質是Valvrave         | 大河内一楼 | 松尾衡            | 高橋健司        | 中島渚（角色） 山岸正和（機械）                                                 | 鈴木龍也   |
| 第5話  |          | 歌唱咲森學園           | 大河内一楼 | 森田修平          | 南川達馬        | 長田伸二、宇田早輝子                                                            | 鈴木龍也   |
| 第6話  |          | 咲，Comeback           | 大河内一楼 | 松尾衡            | 吉村章          | 澤田美香（角色） 安藤義信（機械）                                               | 鈴木龍也   |
| 第7話  |          | 瓦礫下的遙人           | 熊谷純     | 西澤晉            | 上田茂          | 鈴木卓也                                                                        | 鈴木龍也   |
| 第8話  |          | 光明的公主             | 熊谷純     | 松尾衡            | 孫承希          | 小野早香、今岡大（角色） 松井章（機械）                                         | 鈴木龍也   |
| 第9話  |          | 犬與雷                 | 大河內一樓 | 松尾衡            | 大和直道        | 門智昭、吉田雄一 堀內博之（角色） 崎山知明、安藤義信 都竹隆治、鈴木卓也（機械） | 鈴木龍也   |
| 第10話 |          | 戀愛選舉公約           | 大河內一樓 | 松尾衡            | 神保昌登        | 山岸正和、長田伸二 池田佳代、吉田雄一                                           | 鈴木龍也   |
| 第11話 |          | 軍事法庭第54號         | 大河內一樓 | 寺岡巖 松尾衡     | 龜井治          | 永富浩司、森下博光                                                              | 鈴木龍也   |
| 第12話 |          | 起動的異端者           | 大河內一樓 | 松尾衡            | 松尾衡          | 鈴木卓也、田村里美 戶井田珠里                                                     | 鈴木龍也   |
| 第二季 |          |                        |            |                   |                 |                                                                                 |            |
| 第13話 |          | 被詛咒的羈絆           | 大河內一樓 | 松尾衡 安藤尚也   | 龜井治          | 小野早香、今岡大（角色） 須永賴大（機械）                                       | 鈴木龍也   |
| 第14話 |          | 大氣圈的兄妹           | 熊谷純     | 松尾衡            | 上田茂          | 村田峻治、田村里美 戶井田珠里（角色） 崎山知明（機械）                            | 鈴木龍也   |
| 第15話 |          | 回歸卡爾斯泰因         | 大河內一樓 | 松尾衡            | 西村大樹        | 鈴木卓也                                                                        | 鈴木龍也   |
| 第16話 |          | 真理繪解放             | 大河內一樓 | 松尾衡            | 中原禮 松尾衡   | 中島渚、長田伸二（角色） 安藤義信（機械）                                       | 鈴木龍也   |
| 第17話 |          | 情報原子的深淵         | 熊谷純     | 松尾衡 安藤尚也   | 鳥羽聰          | 木藤貴元、菱沼祐樹 山名秀和（角色） 鴨川浩（機械）                              | 鈴木龍也   |
| 第18話 |          | 父親的願望             | 大河內一樓 | 伊藤達文 松尾衡   | 岩田幸大        | 本田敬一（角色） 鴨川浩（機械）                                                 | 鈴木龍也   |
| 第19話 |          | 悲傷的降臨猶如雪花飄零 | 大河內一樓 | 松尾衡 安藤尚也   | 龜井治          | 鈴木卓也、小野早香 山岸正和（機械）                                             | 鈴木龍也   |
| 第20話 |          | 被曝光的神附之體       | 熊谷純     | 松尾衡            | 野亦則行        | 今岡大、澤田美香（角色） 崎山知明（機械）                                       | 鈴木龍也   |
| 第21話 |          | 謊言的代價             | 熊谷純     | 松尾衡            | 上田茂          | 中島渚、加藤洋人                                                                | 鈴木龍也   |
| 第22話 |          | 月面之拳               | 大河內一樓 | 大橋譽志光 松尾衡 | 園田雅裕        | 本田敬一、長田伸二（角色） 安藤義信（機械）                                     | 鈴木龍也   |
| 第23話 |          | Module 77奪還作戰      | 大河內一樓 | 龜井治 松尾衡     | 龜井治          | 小野早香、蘇武裕子（角色） 須永賴太、上杉達也（機械）                           | 鈴木龍也   |
| 第24話 |          | 邁向未來的革命         | 大河內一樓 | 松尾衡 安藤尚也   | 松尾衡 安藤尚也 | 鈴木卓也、澤田美香 今岡大、田村里美 戶井田朱里（角色） 鈴木卓也（機械）           | 鈴木龍也   |

## 分卷销量
累计平均：第一季5689；第二季4170
| 卷数   | 話數   | 发售日期       | 封面                 | 销量         |
| 第一季 | 第一季 | 第一季         | 第一季               | 第一季       |
| ------ | ------ | -------------- | -------------------- | ------------ |
| 1      | 1、2   | 2013年6月26日  | 时缟遥人             | 8295         |
| 2      | 3、4   | 2013年7月24日  | 艾尔埃尔夫           | 6387         |
| 3      | 5、6   | 2013年8月21日  | 指南照子、流木野咲   | 5011         |
| 4      | 7、8   | 2013年9月25日  | 犬塚久间、樱井爱娜   | 5089         |
| 5      | 9、10  | 2013年10月23日 | 阿德莱伊             | 4778         |
| 6      | 11、12 | 2013年11月27日 | 连坊小路晶           | 4573         |
| 第二季 |        |                |                      |              |
| 1      | 13、14 | 2013年12月25日 | 艾尔埃尔夫、时缟遥人 | 4759（推断） |
| 2      | 15、16 | 2014年1月22日  | 野火真理绘、Pino     | 4709         |
| 3      | 17、18 | 2014年2月26日  | 哈诺因、伊克斯艾伊   | 4323         |
| 4      | 19、20 | 2014年3月26日  | 山田雷藏             | 3743         |
| 5      | 21、22 | 2014年4月23日  | 凯恩                 | 3724         |
| 6      | 23、24 | 2014年5月28日  | 艾尔埃尔夫、时缟遥人 | 3762         |

## 播放電視台

### 日本国内
日本深夜動畫：下文記載的日本国内播放時間使用日本標準時間（UTC+9）表示。因為部分時間标识會採用30小时制，因此請留意这类超过24:00的时间，其實際播放時間為翌日清晨。
| 播放地區   | 播放電視台       | 播放日期                  | 播放時間                   | 所屬聯播網          | 備註                 |
| 第一季     | 第一季           | 第一季                    | 第一季                     | 第一季              | 第一季               |
| ---------- | ---------------- | ------------------------- | -------------------------- | ------------------- | -------------------- |
| 近畿廣域圈 | 每日放送         | 2013年4月11日 - 6月27日   | 星期四 25時35分 - 26時05分 | 日本新聞網          | 製作局 Animeism第1部 |
| 關東廣域圈 | TBS電視台        | 2013年4月12日 - 6月28日   | 星期五 25時55分 - 26時25分 | 日本新聞網          |                      |
| 中京廣域圈 | 中部日本放送     | 2013年4月12日 - 6月28日   | 星期五 26時35分 - 27時05分 | 日本新聞網          |                      |
| 日本全國   | BS-TBS           | 2013年4月13日 - 6月29日   | 星期六 24時00分 - 24時30分 | 日本新聞網 衛星電視 |                      |
| 日本全國   | NICONICO頻道     | 2013年4月13日 - 6月29日   | 星期六 24時30分 - 25時00分 | 網路電視            |                      |
| 日本全國   | NICONICO直播     | 2013年4月13日 - 6月29日   | 星期六 25時00分 更新       | 網路電視            |                      |
| 北海道     | 北海道放送       | 2013年4月13日 - 6月29日   | 星期六 26時18分 - 26時48分 | 日本新聞網          |                      |
| 福岡縣     | RKB每日放送      | 2013年4月13日 - 6月29日   | 星期六 27時00分 - 27時30分 | 日本新聞網          |                      |
| 日本全域   | BANDAI CHANNEL   | 2013年4月16日 - 7月2日    | 星期二 24時00分 更新       | 網路電視            |                      |
| 日本全域   | ビデオマーケット | 2013年4月20日 - 7月6日    | 星期六 25時00分 更新       | 網路電視            |                      |
| 日本全域   | ShowTime         | 2013年4月22日 - 7月8日    | 星期六 12時00分 更新       | 網路電視            |                      |
| 日本全域   | NOTTV            | 2013年5月7日 - 7月23日    | 星期二 19時30分 - 20時00分 | モバキャス          | 有重播               |
| 日本全域   | Animax           | 2013年6月3日 - 8月19日    | 星期一 22時00分 - 22時30分 | 衛星電視            | 有重播               |
| 第二季     |                  |                           |                            |                     |                      |
| 近畿廣域圈 | 每日放送         | 2013年10月10日 - 12月26日 | 星期四 25時35分 - 26時05分 | 日本新聞網          | 製作局               |
| 關東廣域圈 | TBS電視台        | 2013年10月11日 - 12月27日 | 星期五 25時55分 - 26時25分 | 日本新聞網          |                      |
| 中京廣域圈 | 中部日本放送     | 2013年10月11日 - 12月27日 | 星期五 26時35分 - 27時05分 | 日本新聞網          |                      |
| 日本全國   | BS-TBS           | 2013年10月12日 - 12月28日 | 星期六 24時00分 - 24時30分 | 日本新聞網 衛星電視 |                      |
| 北海道     | 北海道放送       | 2013年10月12日 - 12月28日 | 星期六 26時18分 - 26時48分 | 日本新聞網          |                      |
| 福岡縣     | RKB每日放送      | 2013年10月12日 - 12月28日 | 星期六 27時00分 - 27時30分 | 日本新聞網          |                      |

### 日本国外
台湾
2014年7月8日－7月31日，于星期一至日 22:30－23:00，在Animax播出。
香港
2014年8月1日－9月3日，于星期一至五 22:00－22:30，在Animax播出。

## 相关作品

### 漫画
此作品并被改编成3部分别由不同剧中人物担任主角的漫画化作品。
革命机Valvrave
革命机Valvrave 背叛的烙印
以阿德莱伊為主角的故事。
革命机Valvrave 流星的少女
以流木野咲為主角的故事。

### 小说
革命机Valvrave
乙野四方字著。
革命机Valvrave Under Taker
日文版《电击 Hobby Magazine》（繁体中文版亦有刊载，而简体中文版却未刊载）2013年11月至2014年5月刊载。

## 軼聞
2019年11月香港中文大學衝突期間，因港鐵大學站閘外牆身被不明人士寫上「建國獨立」四字和網民惡搞中大製作出，讓中國大陸網民聯想到《革命機Valvrave》的劇情並引起熱議。共青团中央更是与bilibili动画区up主LexBurner 合作制作关于《革命機Valvrave》动画的杂谈视频。在2019年11月18日《革命機Valvrave》在bilibili評分一度提升至9.9分（10分滿分）。众網民也因此到作品劇本擔當的大河内一楼Twitter賬號下留言「對不起」一類的字句，以表示過去批評《革命機Valvrave》的歉意。